# Государственное совещание в Москве

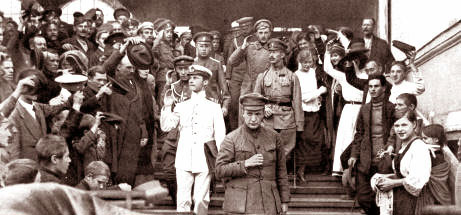
Участники Московского государственного совещания перед зданием Большого театра. На переднем плане — А. Ф. Керенский

Госуда́рственное совеща́ние в Москве́  (Моско́вское госуда́рственное совеща́ние) — всероссийский политический форум, созванный Временным правительством. Проходил в Москве 12 (25) — 15 (28) августа 1917 г. Совещание было созвано Временным правительством для информирования граждан России о политической ситуации в стране и объединения поддерживающих его сил среди разных слоёв и групп российского общества.

## История созыва и состав
Формально идею проведения Совещания выдвинул министр-председатель Временного правительства А.Ф. Керенский. Его предложение было оформлено постановлением заседания Временного правительства № 144 от 31 июля 1917 г., в котором цель Совещания определялась как единение государственной власти со всеми организованными силами страны ввиду исключительности переживаемых событий.
На Совещании присутствовало 2414 человек: 488 бывших депутатов Государственной думы всех созывов, 129 представителей от Советов крестьянских депутатов, 100 от Советов рабочих и солдатских депутатов, 147 от городских дум, 117 от армии и флота, 313 от кооперативов, 150 от торгово-промышленных кругов и банков, 176 от профсоюзов, 118 от земств, 83 от интеллигенции, 58 от национальных партий и движений, 24 от духовенства и т. д.
Советы были представлены делегациями ЦИК Советов рабочих и солдатских депутатов и ЦИК Советов крестьянских депутатов, состоявшими из меньшевиков и эсеров. Большевики — представители от Советов — намеревались выступить на Совещании с декларацией, разоблачающей контрреволюционный, по их мнению, смысл совещания, а затем покинуть его. Однако эсеро-меньшевистские руководители ЦИК Советов рабочих и солдатских депутатов не допустили их в состав делегации. Большевики тем не менее смогли присутствовать на Совещании в числе профсоюзной, кооперативной и некоторых других делегаций, но были лишены возможности зачитать свою декларацию и передали её в президиум Совещания для оглашения.

## Выступления, итоги, оценки
Председательствовал на Совещании А. Ф. Керенский. Открывая Совещание, он констатировал кризисное положение в стране ("…Все мы ощущаем в душе своей смертельную тревогу… Голодающие города, все более и более расстраивающийся транспорт, падение в промышленной и заводской работе, открытый отказ поддерживать государство великими жертвами имущества и достояния своего со стороны многоимущих, исчезновение национальных богатств… То же и еще большее мы видим и в политических настроениях, где процесс распада на все новые партии и группы сталкивается со все более поднимающим голову стремлением некоторых национальностей государства Русского искать спасения не в более тесном единении с живыми силами государства Российского, а в стремлении отмежевать судьбу свою от нас…") и заявил, что "Как только Временное правительство или кто-нибудь другой пойдет, может, самыми железными, самыми решительными шагами, но удовлетворяя до конца только одну какую-нибудь задачу и какой-нибудь один интерес, он уничтожит то, что существует сейчас, и он откроет и начнет сам великую гражданскую войну и великое потрясение, где, может быть, погибнем все мы…".
В первый день работы Совещания с докладами выступили министр внутренних дел Н. Д. Авксентьев, министр торговли и промышленности С. Н. Прокопович ("…Война нам стоит колоссально дорого… При таком положении вещей абсолютная свобода торговли, абсолютная неограниченная собственность на продукты и на средства производства должны были бы привести к обнищанию народных масс,… и поэтому регулирующее вмешательство государства – регулирующее в смысле установления твердых цен, в смысле определяющего влияния на распределение продуктов в стране… и, наконец, вмешательства в известных случаях в производства, – является государственной необходимостью… Дальнейшее падение производительных сил угрожает гибелью всему государству…"), заместитель министра-председателя и министр финансов Н. В. Некрасов ("…Сейчас приходится рассчитываться за все грехи прошлого, но было бы ошибкой, с одной стороны, слагать всю вину на прежнюю, царскую власть, а с другой стороны, перелагать результаты всего этого на плечи будущих поколений… Новый революционный строй обходится государственному казначейству гораздо дороже, чем обходился старый строй.").
В прениях участвовали 84 человека.
Главными событиями Совещания стали выступления А. Ф. Керенского, Верховного главнокомандующего Л. Г. Корнилова ("Только армия, спаянная железной дисциплиной, только армия, ведомая единой, непреклонной волей своих вождей, только такая армия способна к победе."), генерала А. М. Каледина ("…расхищению государственной власти центральными и местными комитетами и Советами должен быть немедленно и резко поставлен предел… Время слов прошло, терпение народа истощается."), Н. С. Чхеидзе ("…Правительство должно помнить, что, только опираясь на деятельное участие демократических организаций в тылу и на фронте, оно сможет выполнить свою огромную задачу…"), А. И. Гучкова ("…В центре этого трагического хаоса русской жизни стоит, как первопричина, современная русская государственная власть. Эта власть больна тем, что ее нет. Эта власть – тень власти, подчас являющаяся со всеми подлинными и помпезными атрибутами власти… Вся власть принадлежит безответственным людям, а вся ответственность лежит на людях безвластных.").
На Совещании выступили также М. В. Алексеев, Г. А. Алексинский, Е. К. Брешко-Брешковская, А. И. Гучков, П. А. Кропоткин, В. А. Маклаков, П. Н. Милюков, В. Д. Набоков, Г. В. Плеханов, М. В. Родзянко, В. В. Руднев,  П. П. Рябушинский, Д. Б. Рязанов, И. Г. Церетели, Н. С. Чхеидзе, В. В. Шульгин и другие.
На Совещании произошёл раскол между умеренными и революционными группами. В выступлениях Л.Г. Корнилова, А. М. Каледина, П. Н. Милюкова, В. В. Шульгина и др. была сформулирована следующая программа: ликвидация Советов, упразднение общественных организаций в армии, война до победного конца, восстановление смертной казни, суровая дисциплина в армии и в тылу — на фабриках и заводах.
За продолжение проводимых изменений и реформ (не отрицая и также подчёркивая имеющиеся проблемы) высказывались Г. А. Алексинский, Е. К. Брешко-Брешковская, Г. В. Плеханов, И. Г. Церетели, Н. С. Чхеидзе и др. Были и голоса за решительную радикализацию политики (в частности, Д. Б. Рязанов).
В то же время, например, П. П. Рябушинский заявил, что  Россия управляется мечтой, невежеством и демагогией. Представитель Совета съездов представителей промышленности и торговли С. Н. Соколовский заявил: "…Перед нами прошло много представителей обоих лагерей и все они звали к единению. И все-таки я чувствую, что единения нет в этом зале, и завтра, когда мы разойдемся, мы разойдемся в разные стороны, и несчастная Россия снова будет предоставлена своему развалу и распаду… В области экономического строительства необходима цельная, ясная и откровенная программа, без недомолвок и без туманных определений. Нужно честно и прямо сказать массам правду…".
А. Ф. Керенский, подводя итоги Совещания, заявил, что его значение состояло в том, что представители всех классов, партий и национальностей России открыто высказали своё мнение о мерах, которые нужны для спасения государства; в обществе достигнуто большее взаимопонимание; Временное правительство будет стараться претворить в жизнь все предложения, направленные на примирение и объединение страны; правительство исходит из того, что совещание высказалось за продолжение войны, сохранение верности союзникам, в связи с чем самыми важными являются вопросы укрепления армии, а также возрождения и укрепления финансово-хозяйственной жизни.
Никаких документов (резолюций, манифестов и т.п.) на Совещании не было принято.
Значительная часть московских рабочих, организованных революционными политическими силами, в связи с Совещанием объявила однодневную всеобщую забастовку в день начала его работы, в которой участвовало свыше 400 тыс. человек. К стачке присоединились рабочие пригородов, близлежащих поселков и станций железных дорог; бастовали и в некоторых других городах.
Совещание получило негативную оценку в советской историографии как сговор контрреволюционных сил для подготовки корниловщины.